# Gebrilde muspapegaai
De gebrilde muspapegaai of brildwergpapegaai (Forpus conspicillatus) is een vogel uit de familie Psittacidae (papegaaien van Afrika en de Nieuwe Wereld).

## Verspreiding en leefgebied
Deze soort komt voor in Panama, Colombia en Venezuela en telt drie ondersoorten:
- F. c. conspicillatus: oostelijk Panama en het noordelijke deel van Centraal-Colombia.
- F. c. metae: van centraal Colombia tot westelijk Venezuela.
- F. c. caucae: zuidwestelijk Colombia.

## Status
De grootte van de populatie is in 2019 geschat op 50.000-500.000 volwassen vogels. Op de Rode lijst van de IUCN heeft deze soort de status niet bedreigd.